# Rubidiumformiat
Rubidiumformiat ist das Rubidiumsalz der Ameisensäure mit der Konstitutionsformel Rb(HCOO).

## Gewinnung und Darstellung
Rubidiumformiat kann durch Salzbildungsreaktion aus Rubidiumhydroxid und Ameisensäure hergestellt werden.
{\displaystyle {\ce {RbOH + HCOOH -> HCOORb + H2O}}}
Ebenso ist die Synthese aus Rubidiumcarbonat und Ameisensäure unter Entwicklung von Kohlendioxid möglich.
{\displaystyle {\ce {Rb2CO3 + 2HCOOH -> 2HCOORb + CO2 ^ + H2O}}}
Aus Rubidiumhydrid und Kohlendioxid entsteht ebenfalls Rubidiumformiat.
{\displaystyle {\ce {RbH + CO2 -> HCOORb}}}

## Eigenschaften
Rubidiumformiat existiert in zwei unterschiedlichen Kristallstrukturen. Bei 363 K findet der Phasenübergang statt.
| Gitterparameter der verschiedenen Modifikationen von Rubidiumformiat |                |        |        |        |         |
| Temperaturbereich                                                    | Kristallsystem | a [pm] | b [pm] | c [pm] | β       |
| bis 363 K                                                            | orthorhombisch | 922,9  | 463,0  | 740,8  | –       |
| über 363 K                                                           | monoklin       | 465,52 | 465,28 | 751,70 | 97,610° |

Rubidiumformiat tritt bei Raumtemperatur als Hemihydrat auf. Unterhalb von 16,5 °C existiert es als Monohydrat, oberhalb von 51 °C als Anhydrat.
Die Löslichkeit von Rubidiumformiat in Wasser ist in untenstehender Tabelle beschrieben.
| Löslichkeit von HCOORb in Wasser (angegeben in g HCOORb in 100 g gesättigter Lösung) |       |       |       |       |       |       |       |       |       |       |
| Temperatur [°C]                                                                      | 3,3   | 7,8   | 9,5   | 14,0  | 16,3  | 28,3  | 43,6  | 49,9  | 60,8  | 101,7 |
| Menge HCOORb [g]                                                                     | 78,86 | 80,71 | 81,37 | 83,59 | 84,61 | 83,60 | 87,77 | 89,23 | 90,06 | 93,89 |

Rubidiumformiat ist bis 245 °C thermisch stabil, beim weiteren Erhitzen zersetzt es sich, es entsteht zunächst unter Wasserstoffabspaltung Rubidiumoxalat, dieses zerfällt weiter in Rubidiumcarbonat und Kohlenmonoxid.
{\displaystyle {\ce {2HCOORb ->[\Delta] (COO)2Rb2 + H2 ^}}}
{\displaystyle {\ce {(COO)2Rb2 ->[\Delta] Rb2CO3 + CO ^}}}
Es existiert ferner ein saures Rubidiumformiat mit der Formel RbH(HCOO)2, das sich im Bereich von 50 bis 195 °C unter Abspaltung eines Moleküls Ameisensäure in neutrales Rubidiumformiat umwandelt.